# Aritao
Aritao è una municipalità di terza classe delle Filippine, situata nella Provincia di Nueva Vizcaya, nella regione della Valle di Cagayan.
Aritao è formata da 22 baranggay:
- Anayo
- Baan
- Balite
- Banganan
- Beti
- Bone North
- Bone South
- Calitlitan
- Canabuan
- Canarem
- Comon

- Cutar
- Darapidap
- Kirang
- Latar-Nocnoc-San Francisco
- Nagcuartelan
- Ocao-Capiniaan
- Poblacion
- Santa Clara
- Tabueng
- Tucanon
- Yaway